# 衛信路
衛信路是加拿大安大略省多倫多的一條東西向道路，為約妙斯道在央街以西的延續。
在1973年之前，這兩條街道沒有與在Yonge Boulevard以西結束的衛信路相交。由央爵士道開始，衛信路向西延展，在韋斯頓道以東的加利文路（Kelvin Avenue）附近進入華殊路（Walsh Avenue），然後繼續向西北延展，轉為亞比安道（Albion Road）。加利文路的一小段繼續向西延伸，並在Nubana Avenue以西結束，在韋斯頓道曾經的一個住宅區結束，該住宅區於1970年代在韋斯頓道的401號公路的匝道重建時已拆除。

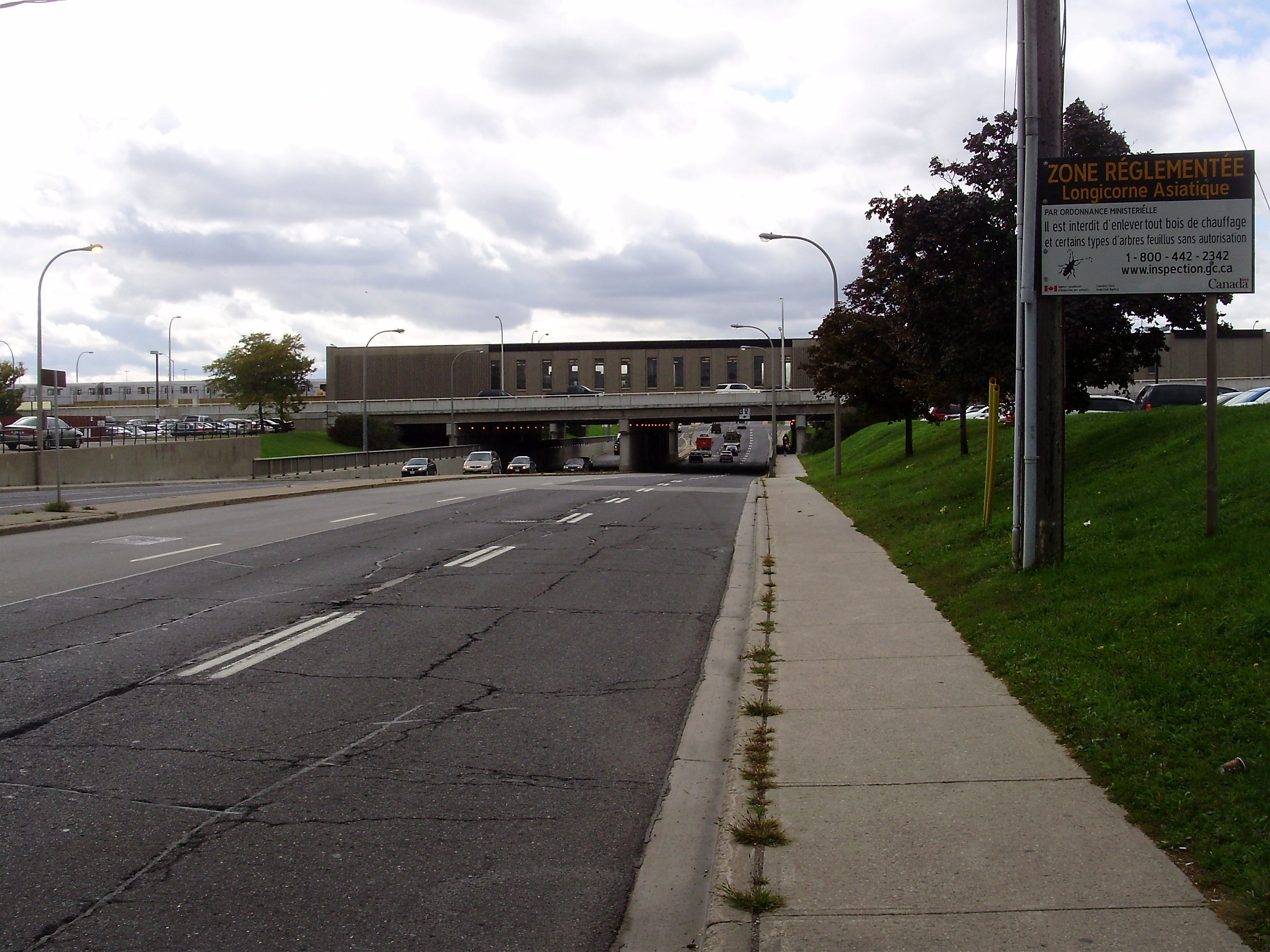
衛信路在艾倫道及地鐵衛信站下方傾斜

根據歷史學家Mike Filey的說法，衛信路（Wilson Avenue）的Wilson是Willson的錯誤拼寫。Arthur L. Willson在1875年左右擔任約克鎮的文員及司庫員超過12年。其成就之一是編寫了一本《市政手冊》。作為約克（今多倫多）的歷史記載，「該手冊已被發現具有實用價值，可作為了解市政法的指南」。該道路亦可能是以多倫多公車局顧問Norman D. Wilson命名，他在多倫多地鐵系統的設計中發揮了重要作用。